# Mass (film)
Mass è un film del 2021 diretto da Fran Kranz.
Pellicola statunitense con il regista Franz, al suo esordio, autore anche di soggetto e sceneggiatura nonché tra i produttori.

## Trama
Alcuni anni dopo una strage scolastica, i genitori di una delle vittime e i genitori del giovane assassino decidono di incontrarsi per provare a superare il loro dolore.

## Produzione
Il film è stato annunciato nel novembre 2019, con la conferma che Fran Kranz avrebbe fatto il suo esordio alla regia con Mass. Contestualmente è stato annunciato che Reed Birney, Ann Dowd, Jason Isaacs e Martha Plimpton avrebbero fatto parte del cast.

## Distribuzione
Mass ha avuto la sua prima il 30 gennaio 2021 in occasione del Sundance Film Festival. Quattro mesi più tardi Bleecker Street ha acquistato i diritti di distribuzione del film negli Stati Uniti, mentre nel settembre 2021 Sky Cinema ha acquistato i diritti di distribuzione di Mass in Irlanda e nel Regno Unito.

## Accoglienza
Mass è stato accolto molto positivamente dalla critica. L'aggregatore di recensioni Rotten Tomatoes riporta il 95% di recensioni positive con un punteggio medio di 8.3/10 basato su centosettanta recensioni. Su Metacritic invece Mass riporta un punteggio pari a 81/100 basato su 28 recensioni.

## Riconoscimenti
- 2021 - Gotham Independent Film Awards
  - Miglior interpretazione non protagonista a Reed Birney
- 2021 - St. Louis Film Critics Association Award
  - Miglior attrice non protagonista ad Ann Dowd
  - Migliore sceneggiatura originale a Fran Kranz
  - Miglior cast
- 2021 - Washington D.C. Area Film Critics Association
  - Miglior cast
  - Candidatura alla migliore attrice ad Ann Dowd
  - Candidatura alla miglior sceneggiatura originale a Fran Kranz
- 2021 - Florida Film Critics Circle
  - Miglior cast
  - Candidatura al miglior film
  - Candidatura alla miglior sceneggiatura originale a Fran Kranz
  - Candidatura alla miglior opera prima
- 2022 – British Academy Film Awards
  - Candidatura per la migliore attrice non protagonista ad Ann Dowd
- 2022 - Critics' Choice Awards
  - Candidatura alla miglior attrice non protagonista ad Ann Dowd
- 2022 - Independent Spirit Awards
  - Premio Robert Altman al miglior cast
  - Candidatura alla migliore prima sceneggiatura a Fran Kranz